# マーガレット・ヘイグ・トマス (第2代ロンダ女子爵)

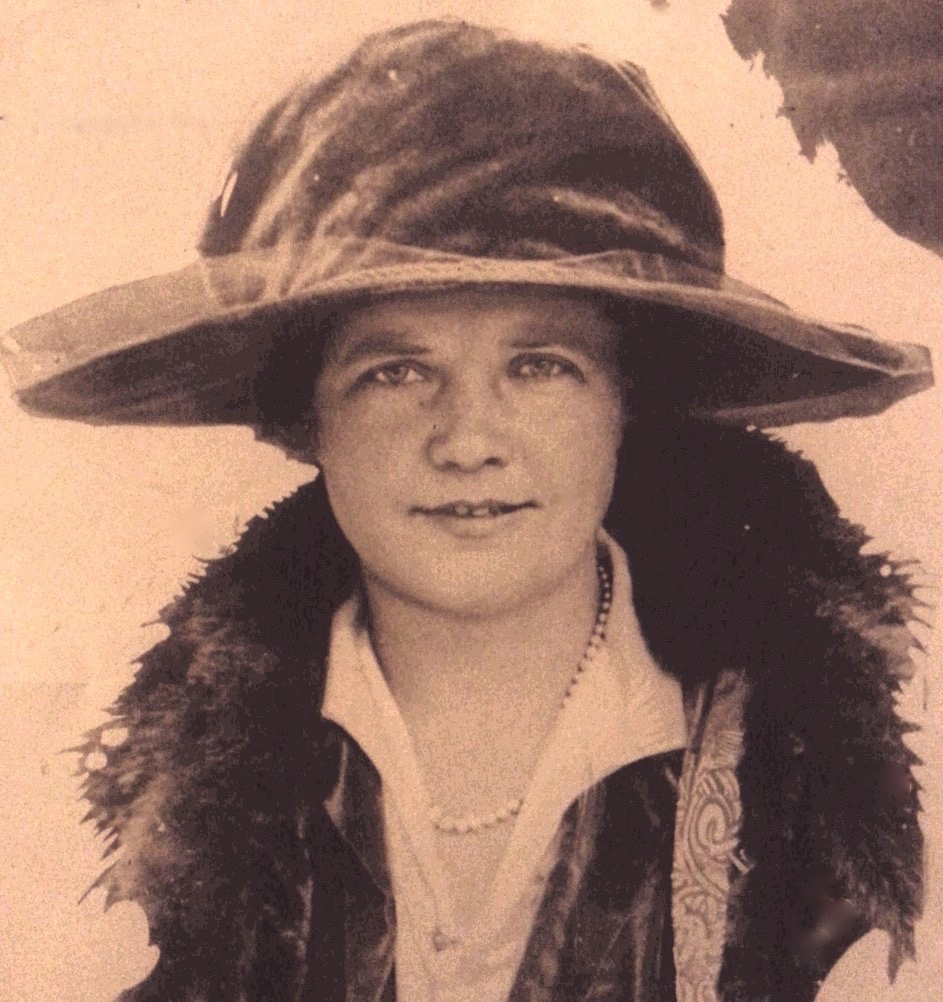
第2代ロンダ女子爵マーガレット・ヘイグ・マックワース

第2代ロンダ女子爵マーガレット・ヘイグ・マックワース（英語: Margaret Haig Mackworth, 2nd Viscountess Rhondda、出生名マーガレット・ヘイグ・トマス（Margaret Haig Thomas）、1883年6月12日 – 1958年7月20日）は、イギリスの貴族。実業家でサフラジェット（女性参政権運動家）であり、貴族院における女性参政権運動に尽力した。最晩年に1958年一代貴族法が可決され、死去して3か月後の1958年10月には貴族院ではじめて女性議員が就任した。

## 生涯

### 生い立ちと結婚

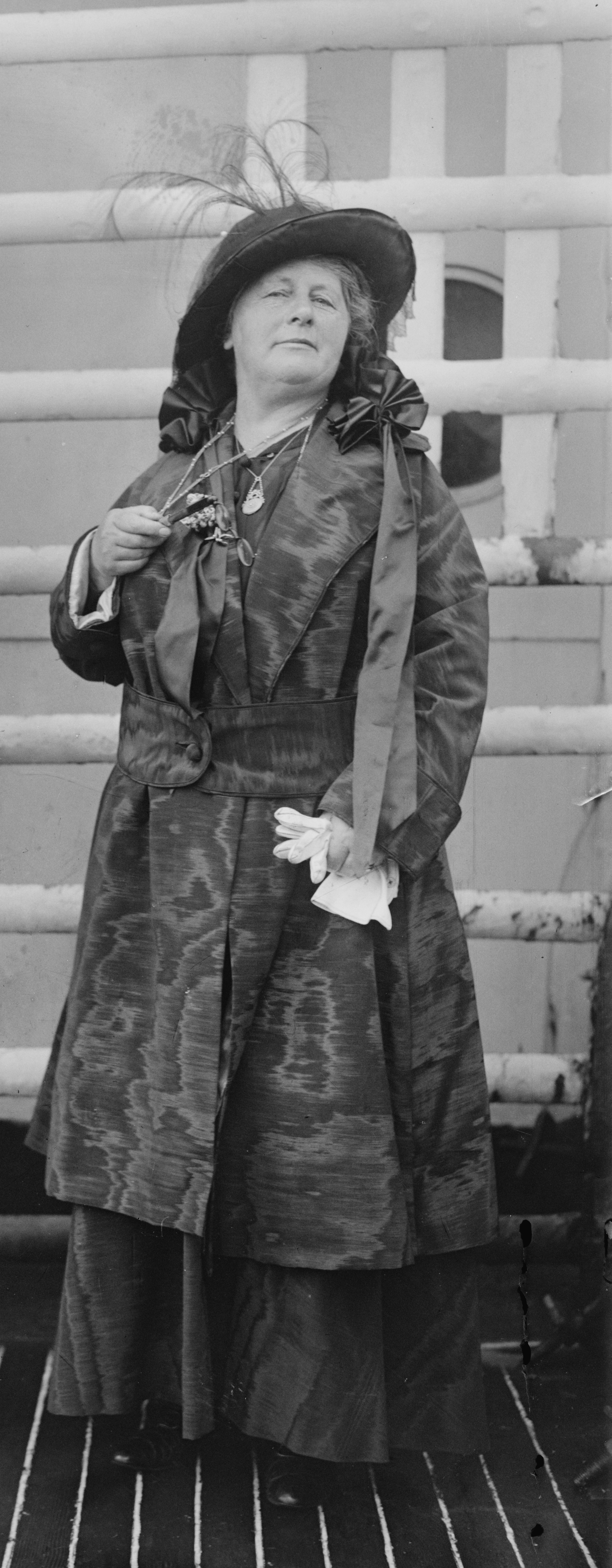
母シビル・マーガレット、1910年代前半撮影。

実業家で自由党の政治家である初代ロンダ子爵デイヴィッド・アルフレッド・トマス（1856年3月26日 – 1918年7月3日）と妻シビル・マーガレット（1941年3月11日没）の一人娘として、1883年6月12日にベイズウォーターのプリンセス・スクエア（Princes Square）で生まれ、セント・ピーターズバーグ・プレイスのセント・マシュー教会で洗礼を受けた。母は実家へイグ家の伝統に沿ってマーガレットに屋外での活動と体力つけを推奨し、父は大志を持つことが美徳であるとマーガレットに教えたことで、マーガレットは楽しい幼少期を過ごし、自信と決心を持てる人物になった。ガヴァネス（女家庭教師）から教育を受けた後、ノッティング・ヒル・ハイ・スクール、ついで15歳のときにセント・アンドルーズの女子校セント・レオナーズ・スクールに進学した。マーガレットが回想したところではガヴァネスからささいなものしか学べなかったという。セント・レオナーズ・スクールについては男子校と同じように運営されていたと賞賛した。
母をシャペロン（付き添い人）としてロンドンの社交界に出たものの、内気で雑談がうまくできず、社交の季節を3期耐えたのち、逃げるようにしてオックスフォード大学サマーヴィル・カレッジに2学期通った。サマーヴィル・カレッジもマーガレットの肌に合わず、1904年/1905年にはスランウェアンにある家に戻った。しかし学校で学んだ知識を活用できる機会に恵まれず、当時の伝統的な女性のように結婚を人生の目標にするようになったが、一方で生きがいを感じられず挫折感を起こしていた。
1908年7月9日、モンマスシャーのクライストチャーチで第7代準男爵サー・ハンフリー・マックワースと結婚した。マーガレットは一時カーリオンで主婦として過ごしたが、第一次世界大戦期までに夫と別居し、1923年に離婚した。マックワースは同年9月に再婚した。マーガレットが後年回想したところでは、本を読みたい人と話したい人がいるとき、夫が話すことを優先し、マーガレットが本を読むことを優先したという。また趣味でもマーガレットが本好きで、ハンフリーが狩猟好きと合わなかった。

### サフラジェットになる

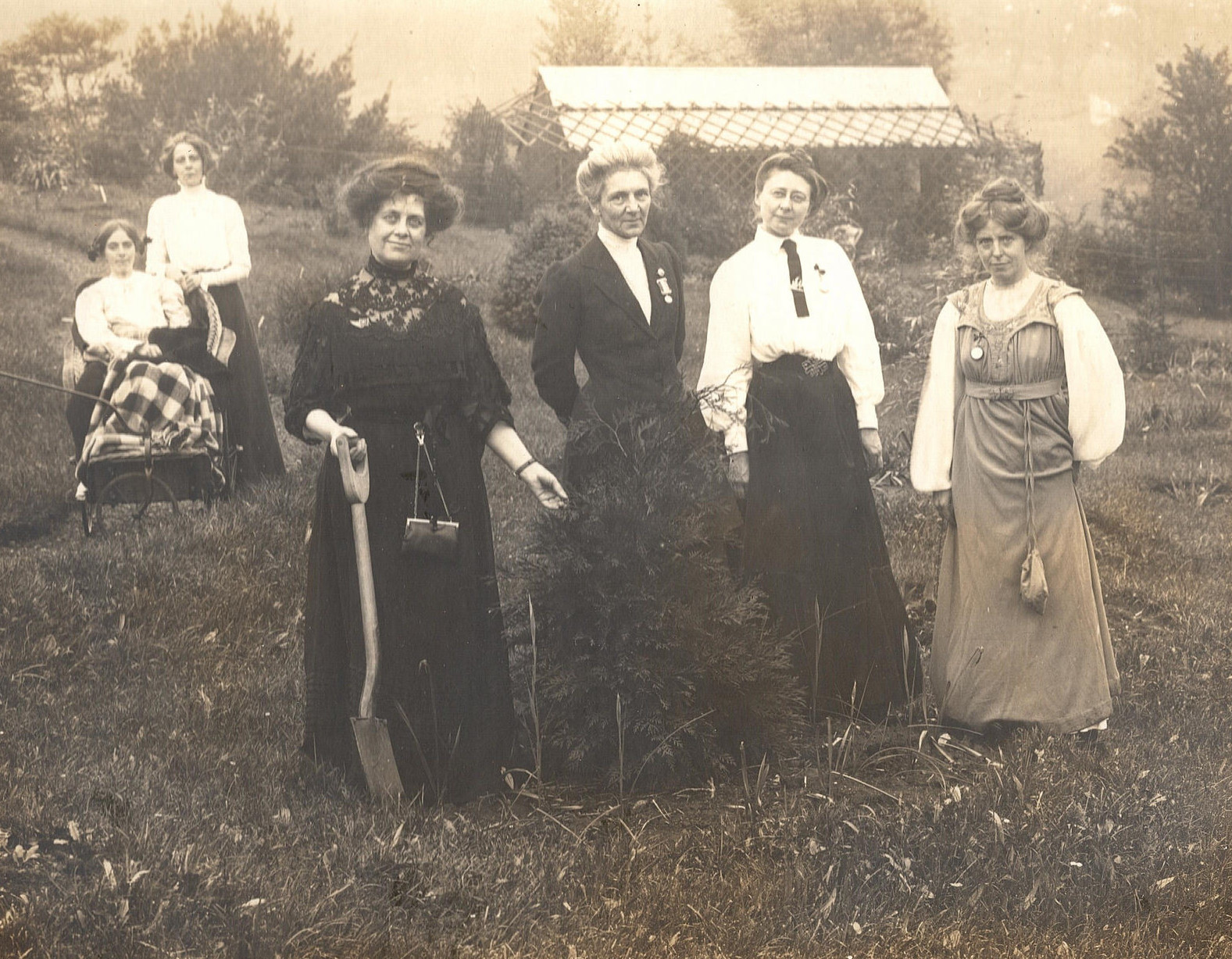
フローレンス・ヘイグなどのサフラジェット、1911年撮影。フローレンスは前方、スコップを持っている人物。

マーガレットはいとこにあたるサフラジェット（急進的な女性参政権運動家）のフローレンス・ヘイグがホロウェイ監獄に投獄された後、スランウェアンで回復している様子をみて、まずは母とともに1908年7月21日にサフラジェットによるハイド・パークへの行進に参加した。直後に好戦的な女性政治社会連合（WSPU）に加入してサフラジェットになり、ニューポート支部を設立して書記を務めた。母はニューポート支部の支部長になり、父も女性参政権のための男性同盟の副会長を務めており、夫も保守党寄りであったが当時としては珍しくマーガレットの活動を容認した。

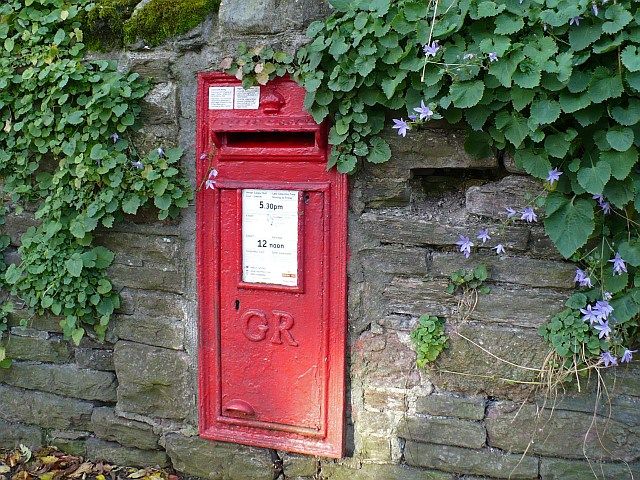
マーガレットが火をつけた郵便ポスト。2009年撮影、ニューポートにて。

マーガレットはロンドンでのデモに参加したり、マスコミに寄稿したり、全国で演説して回ったりして、さらにセント・アンドルーズで首相ハーバート・ヘンリー・アスキスの馬車に飛び上がったこともあった。マーサー・ティドビルでアニー・ケニーと一緒に演説し、群衆が怒って2人にニシンやトマトを投げつけられるシーンもあった。
1913年6月には郵便ポストに火をつけて罰金刑に処され、罰金はわずか10ポンドだったものの支払いを拒否して（夫にも支払いを禁じた）アスク監獄に投獄されると、獄中でハンガー・ストライキに入り、猫とねずみ法により6日後に釈放された。同法に基づき、マーガレットはその後再逮捕されることになったが、その直前に匿名の人物が罰金を支払い、マーガレットは再逮捕を免れた。

### 実業家として

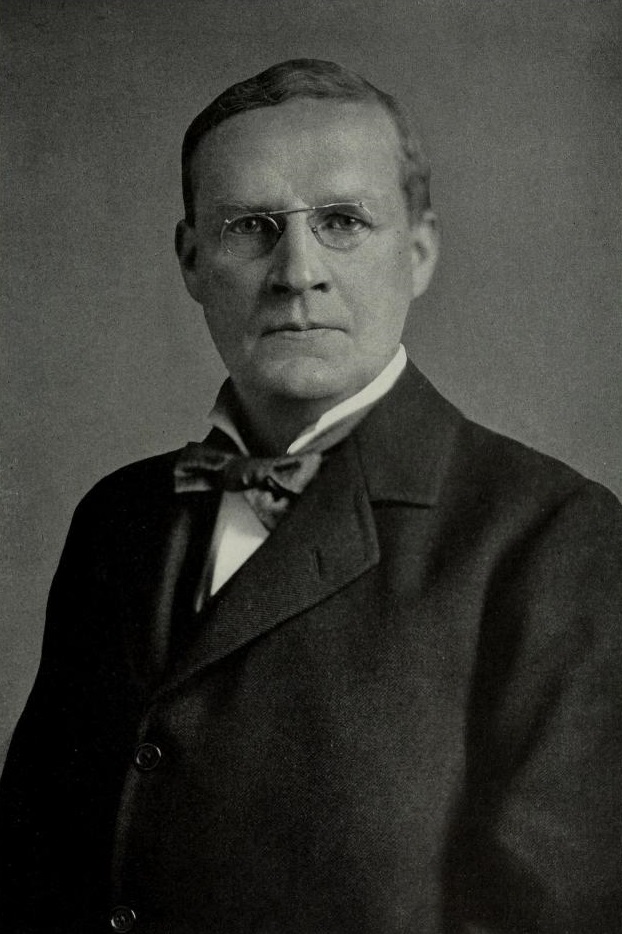
父の初代ロンダ子爵、1915年撮影。

父デイヴィッドは石炭業、海運業、出版業からなる複合企業の社長であり、「信任の厚い秘書と腹心の部下」を欲しがったところ、マーガレットの母シビルの提案でマーガレットが入社した。この時代、実業界は男性主導の業界で、若い既婚女性はほとんどおらず、マーガレットの雇用は異例なことだったが、家族で信頼のおける人物だったうえ、父はすでに仕事について度々マーガレットに相談しており、マーガレットに会社の業務の知識があったことが決め手となった。

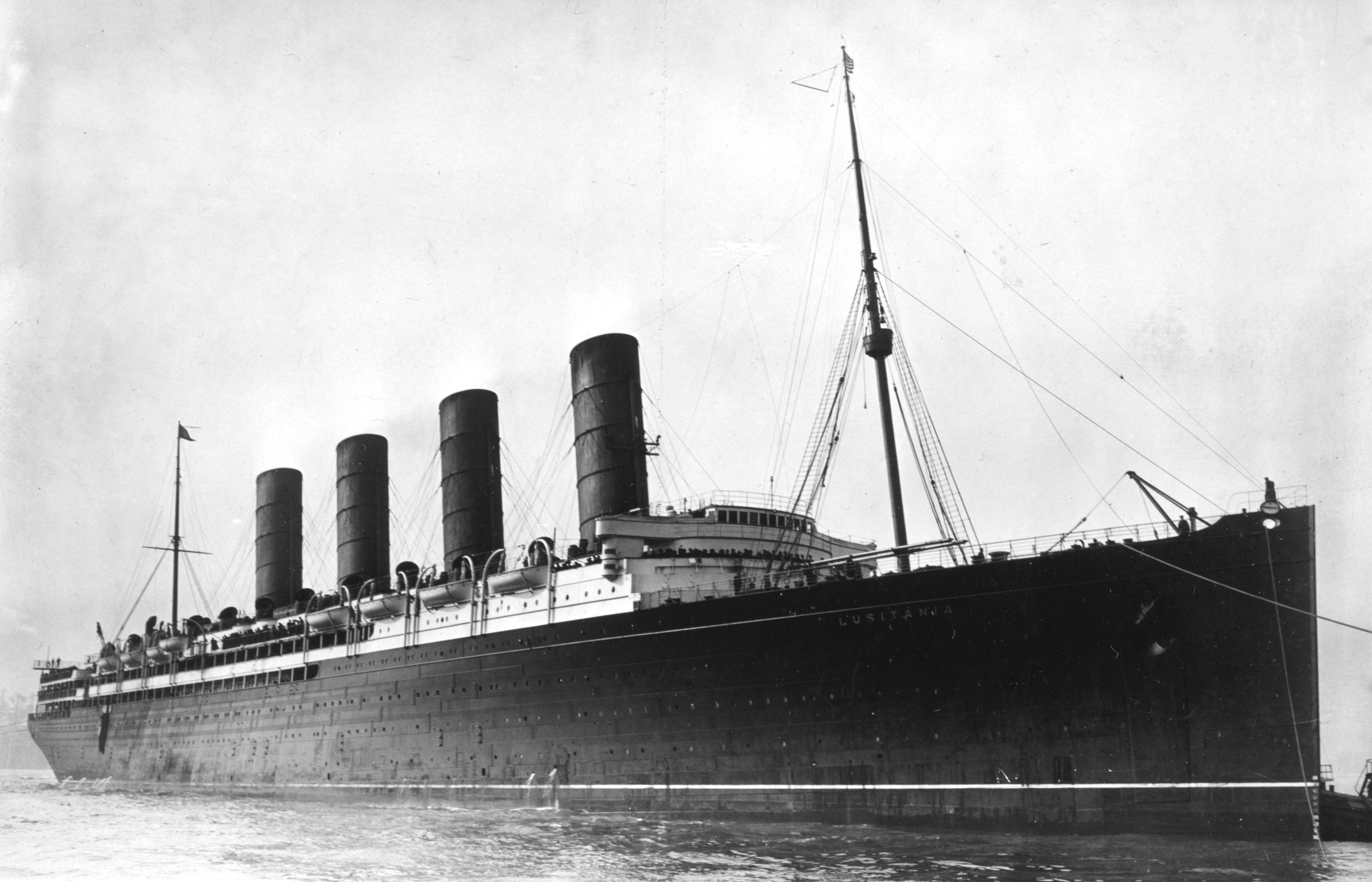
ルシタニア号、1907年撮影。

マーガレットは役員会に出席したり、父を代表して手紙を起草したりして、父の海外出張には同伴したり、本国で全権をもって代理を務めたりした。1915年には父と一緒にアメリカへ出張に行き、その帰路（5月）にルシタニア号を乗った。ルシタニア号はアイルランド沖で雷撃を受けて沈没（ルシタニア号事件）、マーガレットは寒い海に投げ出されたが、なんとか木の板にしがみついて、数時間後に救助された。第一次世界大戦により父が2度目の政界進出を果たして多忙になると、その代理として業務に取り掛かることもあった。
前述の通り、実業界は男性主導で、マーガレットは溶けこもうとして暗い色の背広を着て、役員会でほかの役員とともにタバコを多量に吸ったが、一方で実業家に向けた教育を受けておらず、カーディフの石炭取引所においてトレーダーの間で交換される情報を知る手段もなかった。しかしこうした経験がマーガレットに自信を与え、後年に回想したところでは、ルシタニア号事件をも生き残ったことで、もはや怖いものはないとした。
父の存命中にはイギリスの女性のなかでも極めて高い年収（1,000ポンド）になったが、父の死後は複合企業を含む、885,645ポンドに上る遺産を相続したことで、1919年版役員録（Directory of Directors）によれば33社の役員（うち28社は父から相続したものであり、7社は会長、9社は副会長）であり、1920年代にはイギリスの女性で最も多くの会社の役員を務めていた。1926年に経営者協会会長に就任、同協会最初の女性会長となって10年間務めた。ロンドン商工会議所最初の女性会員5人のうちの1人でもあった。

### 第一次世界大戦

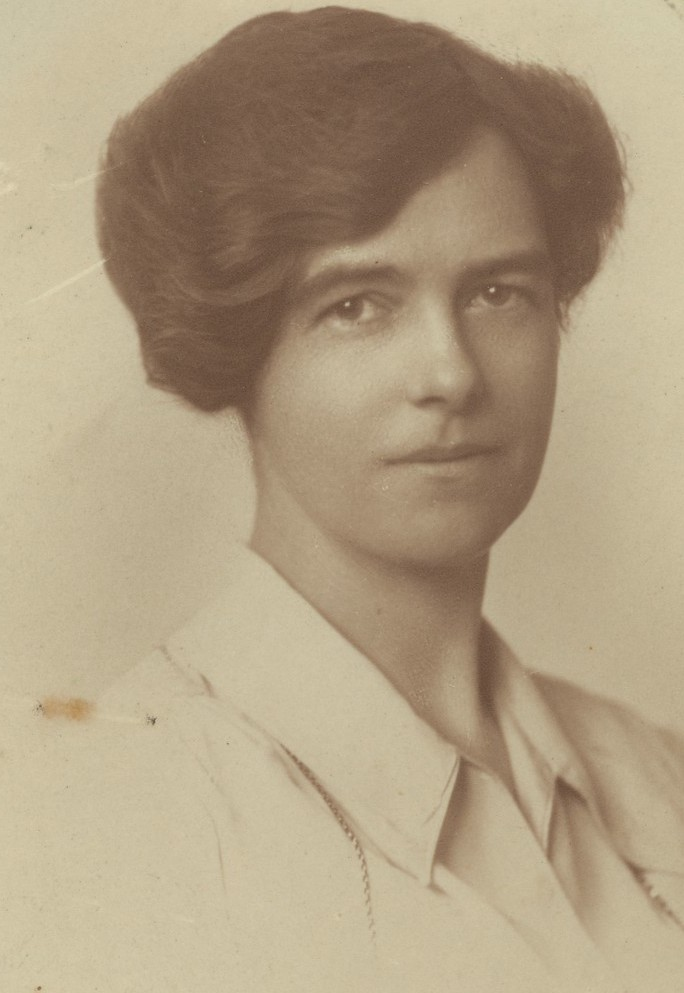
セオドラ・ボサンケ、1920年撮影。

1914年に第一次世界大戦が勃発すると、WSPUはサフラジェット活動を一時停止した。マーガレットもルシタニア号事件を受けて戦争に協力するようになり、1917年に女性国家奉仕部（Women's National Service Department）のウェールズ委員に、1918年に国家奉仕省（Ministry of National Service）の女性採用部長（Chief Controller of women's recruitment）に就任した。

### 貴族院における女性参政権
1918年7月3日に父が死去すると、従属爵位のロンダ男爵位は廃絶したが、ロンダ子爵位は特別残余権（special remainder）に基づきマーガレットが継承した。
1922年、1919年性差別廃止法に基づき、貴族院への議会招集令状を受けて議員に就任する権利を主張した。当時のマーガレットはすでに実業界でもフェミニストとしても有名な人物であり、この権利主張はロンドンのメディアで広く報じられた。
貴族院特権委員会は最初マーガレットの主張を受け入れ、『スペクテイター』誌の編集者ジョン・ストレイチーがマーガレットに祝いの手紙を出したが、マーガレットは大法官の初代バーケンヘッド伯爵フレデリック・エドウィン・スミスが介入するだろうと予想し、その介入の結果、特権委員会は1922年5月にマーガレットの主張を却下した。バーケンヘッドはこの決定について、「女性の排除は叙爵そのものの本質によるもので、女性が女性であることを理由に差別されたためではない」（the exclusion of women was of the very nature of a peerage grant and had nothing to do with any incapacity of women as women）と説明したが、一方で庶民院では1919年に最初の女性議員アスター子爵夫人ナンシー・アスターが就任しており、『完全貴族要覧』第2版（1998年）は1922年の判決を「奇妙な決定」と評した。このような対比について、マーガレット自身が評するところでは、政府が本当に善意をもって、庶民院における女性参政権を認める法改正をしたのか、疑問が投げかけられることになった。
この判決以降、女性が36年間貴族院から排除され、1958年一代貴族法と1963年貴族法で女性の一代貴族と世襲貴族が貴族院議員に就任できるようになった。マーガレットは長年の間女性貴族の議員就任を推進し、「不屈の貴族夫人」（The Persistent Peeress）というあだ名をつけられた。『オックスフォード英国人名事典』が評したところでは、マーガレットが貴族院議員就任を目指したのは個人の栄達のためではなく、フェミニストとして差別に遭遇したら、それを追及して権利平等を追求すべきという義務感に駆られたためだという。

### 戦間期の活動
1918年に復興省女性顧問委員会（Women's Advisory Committee）委員に就任した。戦時中に多くの女性が戦争協力の仕事に就いたが、戦後にその多くが解雇されたのをみて、戦後でも女性は労働者として社会進出を続けるべきとして女性産業連盟（Women's Industrial League）を立ち上げて会長を務め、職業訓練と雇用における男女の平等を追求した。
1921年にシックス・ポイント・グループを結成して性別の平等を推進した。この団体は女性にとって重要な「6つの問題」の解決を目指し、その内容は男女の同一賃金、機会均等、監護権といったテーマが含まれた。これらの問題が選ばれたのはその緊急性が明らかで、多く反響を呼ぶだろうと予想されたためだった。1921年から1924年まで全国婦人市民協会（Women Citizens' Association）の会長を務めた。1926年より選挙権の性別平等を推進し、最終的には1928年国民代表(選挙権平等)法で平等を達成した。国際連携ではアメリカの全国女性党のイギリス委員会の委員を務め、国際連盟にEqual Rights Treatyの採択を求めた。このように男女の機会均等を主目的としており、1926年には女性を「保護」する法律に反対した。
私生活では父の死がマーガレットに大打撃を与え、『オックスフォード英国人名事典』ではマーガレットの父を「マーガレットが生涯唯一愛した男性」と評した。実際に以降マーガレットと親しくなった人物は全員女性であった。たとえば、一次大戦が終わった後ロンドンに住むようになったが、このときサフラジェットで後述の『タイム・アンド・タイド』の初代編集者を短期間務めたヘレン・アーチデイルと同居した。1933年/1934年から1958年に死去するまではサリー州でヘンリー・ジェイムズの代書屋、および国際大学婦人連盟の書記であるセオドラ・ボサンケと同居した。スランウェアンの実家にも度々帰省して、母を訪れた。もっとも、マーガレットは仕事でロンドンにいる時間が長かった。

### 『タイム・アンド・タイド』
1920年5月14日に週刊誌『タイム・アンド・タイド』を創刊し、1926年に編集者に就任、以降死去するまで（ミュリエル・メローンが評するところでは）同誌が「マーガレットのすべて」になった。新しく選挙権を得た（30歳以上の）女性向けの雑誌で、政治、経済、社会問題、文学、芸術と幅広い内容だったが、女性主義的な内容は時代を下るにつれて減り、特に庶民院における女性参政権が男性と平等になった1928年以降は進歩的な芸術雑誌に変わり、1929年には編集部をロンドンのフリート・ストリートに移した。1945年以降は政治色が強くなった。
寄稿者は女性文人ではヴァージニア・ウルフ、ヴィタ・サックヴィル＝ウェスト、E・M・デラフィールド、ローズ・マコーリー、ドロシー・L・セイヤーズ、レベッカ・ウェスト、男性文人ではG・K・チェスタトン、ジョージ・バーナード・ショー、ギルバート・マレー、ジョージ・オーウェル、ハーバート・ジョージ・ウェルズ、T・S・エリオット、エズラ・パウンド、オルダス・ハクスリー、E・M・フォースター、W・H・オーデン、スティーブン・スペンダー、クリストファー・イシャーウッドが名を連ね、学者ではハロルド・ラスキ、G・D・H・コール、C・V・ウェッジウッド、アイリーン・パワーが寄稿した。ジョン・ベッチャマン、ウィニフレッド・ホルトビーがスタッフを務めた。またマーガレットの意向により最初は役員が全員女性だった。
マーガレット自身も社説と署名記事の形で書評や映画評論を書いて『タイム・アンド・タイド』に寄稿し、またキャンディッダ（Candida）の筆名で寄稿した『有閑女性』（Women of the Leisured Classes）では中流階級以上の女性が「無為と無責任」の人生を過ごすよう育てられたと批判して意識改革を訴え、1927年1月27日のG・K・チェスタトンとの公開弁論につながった。金銭面でも『タイム・アンド・タイド』を支えており、同誌は名目上、資本金2万ポンドの有限会社だったが、実際にはマーガレットが9割の株式を所持して、毎年5,000から10,000ポンドを投入しており、生涯にわたって合計で25万ポンドを投入した。第二次世界大戦期には週に3万部発行されたが、1950年代になると16,000部まで落ち込み、毎週400から500ポンドの赤字を出してしまい、財産を使い果たしたマーガレットが読者に寄付を呼びかけたほどだった（呼びかけには約25,000ポンドが集まった）。
『ウェールズ人名事典』は『タイム・アンド・タイド』を戦間期のイギリスにおける最も重要な週刊誌と評した。

### 晩年
戦間期での政治観は進歩的であり、労働党のハーバート・モリソンやエレン・ウィルキンソンと親しい友人だった。もっとも、ファシズムには反対の立場を取り続け、アドルフ・ヒトラーが権力を掌握した1933年にも「たとえ最も安全な国でも絶壁の間際にあり、その下にはカオス、戦争、野蛮状態、文明の崩壊が待っている」と警告し、1945年に公開されたナチスドイツのブラックブック（イギリスを占領した後、拘禁すべき人物のリスト）ではマーガレットを即時逮捕すべきだとした。また厳しい平和主義者ではなく、外交による平和を支持したものの戦争が不可避かもしれないとも認めていた。第二次世界大戦を境に政治観が変わり、1950年代にはウィンストン・チャーチルの国内政策を支持した。
1950年から1955年までユニヴァーシティ・カレッジ・オブ・ウェールズ学長を務め、1955年、ウェールズ大学より名誉博士学位を授与された。
1958年4月30日に一代貴族法が可決され、女性が貴族院議員に就任する道が開かれた。しかしマーガレットは胃癌が診断され、『タイム・アンド・タイド』の運営に明晰な頭脳が必要だとして薬を拒否し、1958年7月20日にウェストミンスター病院で死去、ロンドンでの葬儀ののちスランウェアンで埋葬された。子女がおらず、爵位は廃絶した。同年10月、最初の女性貴族院議員が一代貴族として就任したが、マーガレットはその光景を見れないまま死去したのであった。

### 死後
2011年11月から12月にかけてマーガレットの肖像画が貴族院のギャラリーで展示され、2013年6月にはニューポートでマーガレットによる郵便ポスト放火100年記念式典が行われた。
イギリスにおける女性参政権の100年記念として、2018年にウェールズ・ナショナル・オペラがマーガレットを主役とするRhondda Rips It Up!を上演し、2019年にはウェールズでマーガレットの記念像を建てることが決定された。マーガレットの記念像は彫刻家ジェーン・ロビンズが作成しており、2024年にニューポートで公開される予定である。また2018年にロンドンのパーラメント・スクエアで公開されたミリセント・フォーセット像の台座にはイギリスの女性参政権運動に貢献した59人の写真が掲載されており、マーガレットもそのうちの1人だった。

## 著作
- Rhondda, Viscountess (1933). This Was My World (英語). London: Macmillan.
  - マーガレットの回想録であり、『ウェールズ人名事典』はマーガレットの父への尊敬を示していると評したが、以降死去するまで四半世紀もあり、また私生活に関する内容がまったくないと指摘している[1]。